# 伯恩 (愛達荷州)
伯恩（英語：Bern）是位於美國愛達荷州貝爾萊克縣的一個非建制地區。該地的面積和人口皆未知。

## 地理
伯恩的座標為42°20′23″N 111°23′10″W / 42.33972°N 111.38611°W，而該地的平均海拔高度為1819米（即5968英尺）。